# Economia de Robinson Crusoe
Uma economia Robinson Crusoe é uma estrutura simples usada para estudar algumas questões fundamentais da economia. Ele pressupõe uma economia com um consumidor, um produtor e dois bens. O título " Robinson Crusoe " é uma referência ao romance de 1719 de mesmo nome de autoria de Daniel Defoe.
Como um experimento de pensamento em economia, muitos economistas do comércio internacional consideraram esta versão simplificada e idealizada da história importante devido à sua capacidade de simplificar as complexidades do mundo real. Este artigo se refere ao estudo do comportamento do consumidor, comportamento do produtor e equilíbrio como parte da microeconomia. Em outros campos da economia, a estrutura econômica de Robinson Crusoe é usada essencialmente para a mesma coisa. Por exemplo, nas finanças públicas, a economia Robinson Crusoe é usada para estudar os vários tipos de bens públicos e certos aspectos dos benefícios coletivos. É usado na economia do crescimento para desenvolver modelos de crescimento para países subdesenvolvidos ou em desenvolvimento.

## Estrutura

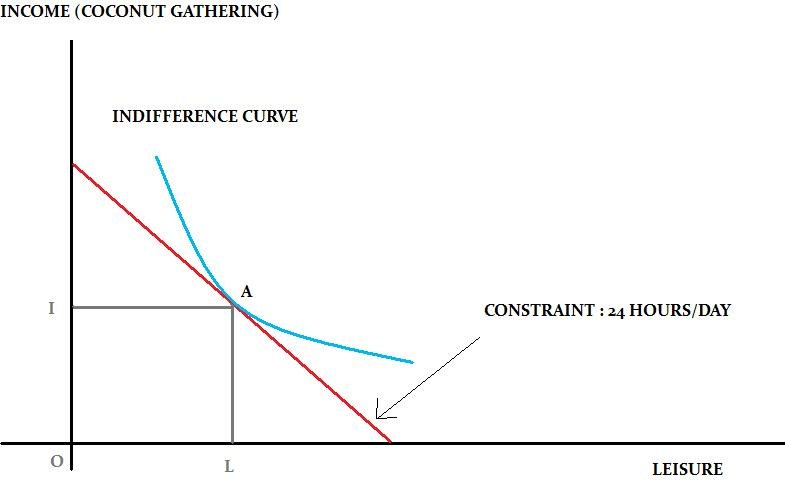
Figura 1: Preferência de renda de lazer em uma economia Robinson Crusoe.

As premissas básicas são as seguintes:
1. A ilha está isolada do resto do mundo (e, portanto, não pode ser comercializada)
2. Só existe um único agente econômico (o próprio Crusoé)
3. Todas as mercadorias na ilha devem ser produzidas ou encontradas a partir de estoques existentes

O único indivíduo atua tanto como produtor para maximizar os lucros, quanto como consumidor para maximizar sua utilidade. A possibilidade de comércio pode ser introduzida adicionando outra pessoa à economia. Essa pessoa é amigo de Crusoé, Man Friday. Embora no romance ele desempenhe o papel de servo de Crusoé, na economia de Robinson Crusoé ele é considerado como outro agente com habilidades de tomada de decisão iguais como Crusoé.
Como as famílias, o tempo do agente é dividido entre trabalho e lazer
A atividade geradora de renda, neste caso, é a coleta de cocos. Como de costume, quanto mais tempo passa no lazer, menos comida tem para comer e, inversamente, quanto mais tempo passa colhendo cocos, menos tempo tem para o lazer. Isso é ilustrado na figura 1.

## Função de produção e curvas de indiferença
As curvas de indiferença de Crusoé representam suas preferências por lazer e cocos, enquanto a função de produção retrata a relação tecnológica entre o quanto ele trabalha e quantos cocos ele coleta. a figura 2 pode ser desenhada:

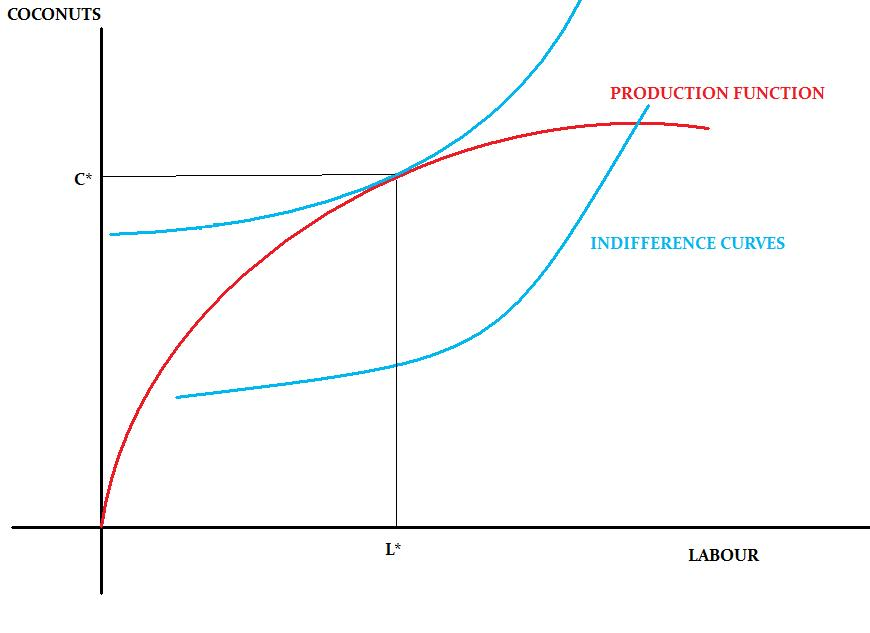
Figura 2: A função de produção da economia Robinson Crusoe e curvas de indiferença

Isso significa que quanto mais Robinson trabalhar, mais cocos ele poderá colher. Mas, devido aos rendimentos marginais decrescentes do trabalho, o número adicional de cocos que ele obtém a cada hora adicional de trabalho está diminuindo.
Lembre-se de que a taxa marginal de substituição é a taxa na qual um consumidor está pronto para abrir mão de um bem em troca de outro, mantendo o mesmo nível de utilidade. Além disso, o produto marginal de um insumo é o valor que pode ser produzida usando mais uma unidade do insumo, supondo que as quantidades de nenhum outro insumo para a produção mudem. Então,
PM L = TMS Lazer, Cocos
Onde
PM L = produto marginal do trabalho, e
TMS Lazer, Cocos = taxa marginal de substituição entre lazer e cocos

## O papel multifacetado de Crusoe
Suponha que Crusoe decida deixar de ser produtor e consumidor ao mesmo tempo. Ele decide que vai produzir um dia e consumir no outro. Seus dois papéis de consumidor e produtor estão sendo divididos e estudados separadamente para compreender a forma elementar da teoria do consumidor e da teoria do produtor na microeconomia. Ele também abre uma empresa, da qual se torna o único acionista. A empresa desejará maximizar os lucros decidindo quanto trabalho contratar e quantos cocos produzir de acordo com seus preços. Como trabalhador da empresa, Crusoé receberá salários, como acionista, obterá lucros e, como consumidor, decidirá quanto da produção da empresa comprará de acordo com sua renda e os preços de mercado vigentes. Vamos supor que uma moeda chamada "Dólares" foi criada por Robinson para administrar suas finanças. Para simplificar, suponha que Preço Coco = $ 1,00 .

### Produtor

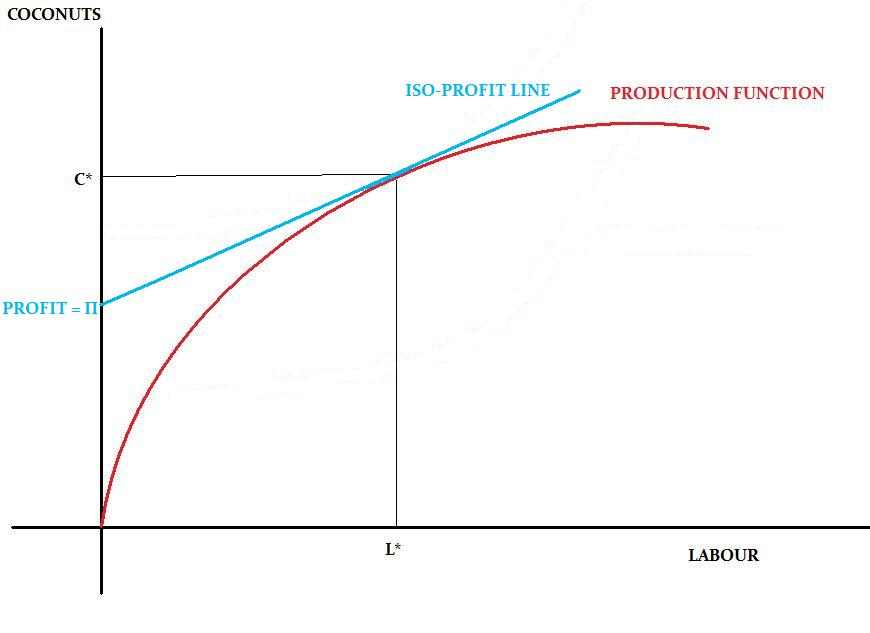
Figura 3: Condição de maximização de lucro para a empresa na economia Robinson Crusoe

Suponha que quando a empresa produz uma quantidade C de cocos totais, {\displaystyle \Pi } representa seu nível de lucro. Suponha também que, quando a taxa de salário pela qual a empresa emprega trabalho for w, L é a quantidade de trabalho que será empregada. Então,
{\displaystyle \Pi =C-wL\,}
{\displaystyle C=\Pi +wL\,}
Os lucros podem ser maximizados quando o produto marginal do trabalho é igual à taxa de salário (custo marginal de produção):
PM L = w
Graficamente, a linha de isolucro deve ser tangente à função de produção.

### Consumidor

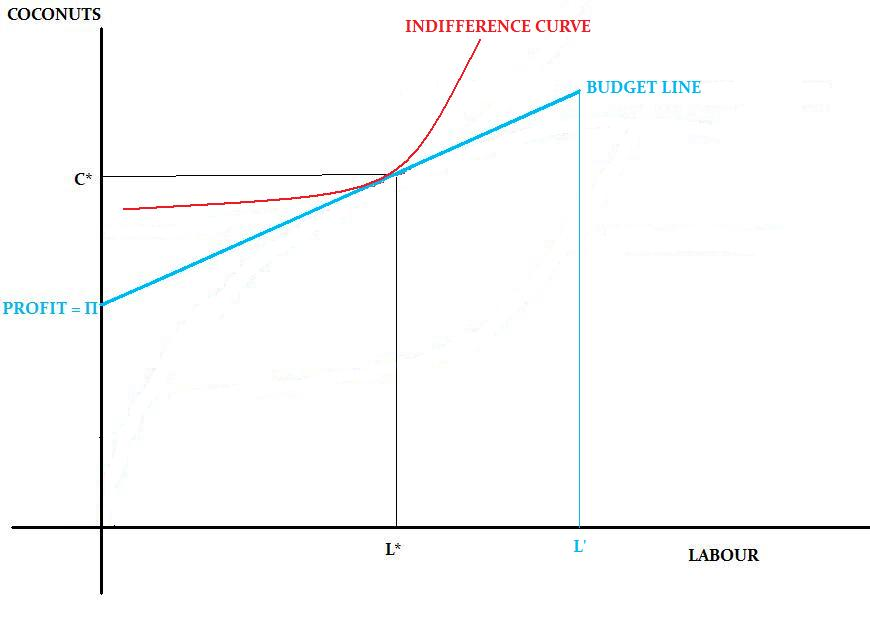
Figura 4: Problema de maximização de Robinson Crusoe mostrando sua linha de orçamento e curva de indiferença

Como consumidor, Crusoe terá que decidir quanto trabalhar (ou se dedicar ao lazer) e, portanto, consumir. Em vez disso, consideremos o caso mais realista de ele decidir trabalhar por algumas horas. Sua escolha de consumo de trabalho pode ser ilustrada na figura 4:
Observe que o trabalho é considerado " ruim ", ou seja, uma mercadoria de que o consumidor não gosta. Sua presença em sua cesta de consumo diminui a utilidade que ele obtém. Por outro lado, os cocos são mercadorias. É por isso que as curvas de indiferença são inclinadas positivamente.

## Equilíbrio

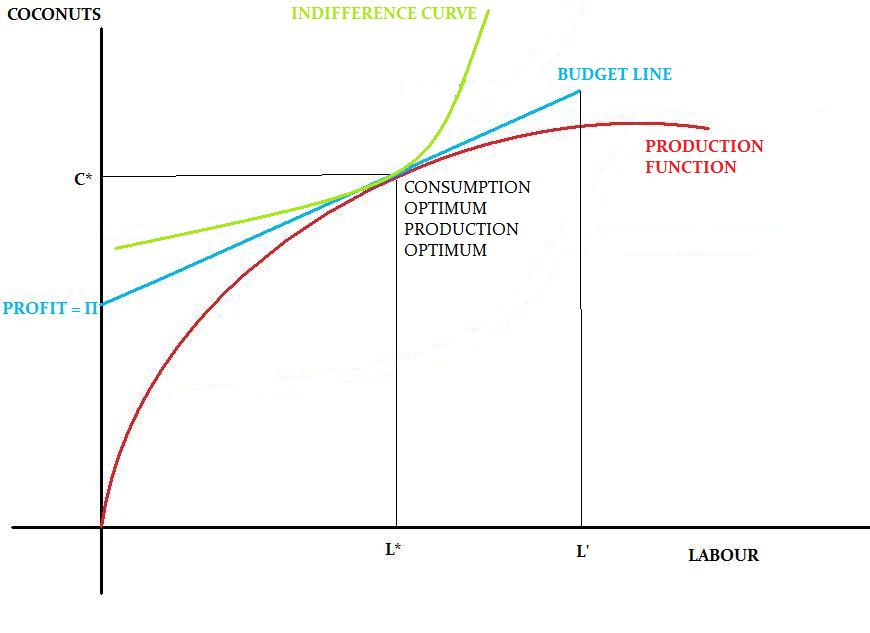
Figura 5: Equilíbrio na produção e consumo na economia Robinson Crusoe

No equilíbrio, a demanda por cocos será igual à oferta de cocos e a demanda por trabalho será igual à oferta de trabalho.
Isso garante que as inclinações das curvas de indiferença e do conjunto de produção sejam as mesmas.
Como resultado, Crusoé acaba consumindo na mesma proporção que consumiria se tomasse todas as decisões acima em conjunto. Em outras palavras, usar o sistema de mercado tem o mesmo resultado que escolher os planos individuais de maximização de utilidade e minimização de custos. Este é um resultado importante quando colocado em uma perspectiva de nível macro, pois implica que existe um conjunto de preços para insumos e produtos na economia de modo que o comportamento de maximização do lucro das empresas junto com as ações de maximização da utilidade dos indivíduos resultam no demanda por cada bem igualando a oferta em todos os mercados. Isso significa que pode existir um equilíbrio competitivo.

## Possibilidades de produção com dois bens
Vamos supor que haja outra mercadoria que Crusoé possa produzir além dos cocos, por exemplo, o peixe. Agora, Robinson tem que decidir quanto tempo vai dispensar para as duas atividades, ou seja, quantos cocos colher e quantos peixes caçar. O locus das várias combinações de peixes e cocos que ele pode produzir ao dedicar diferentes quantidades de tempo a cada atividade é conhecido como o conjunto de possibilidades de produção. Isso é ilustrado na figura 6:

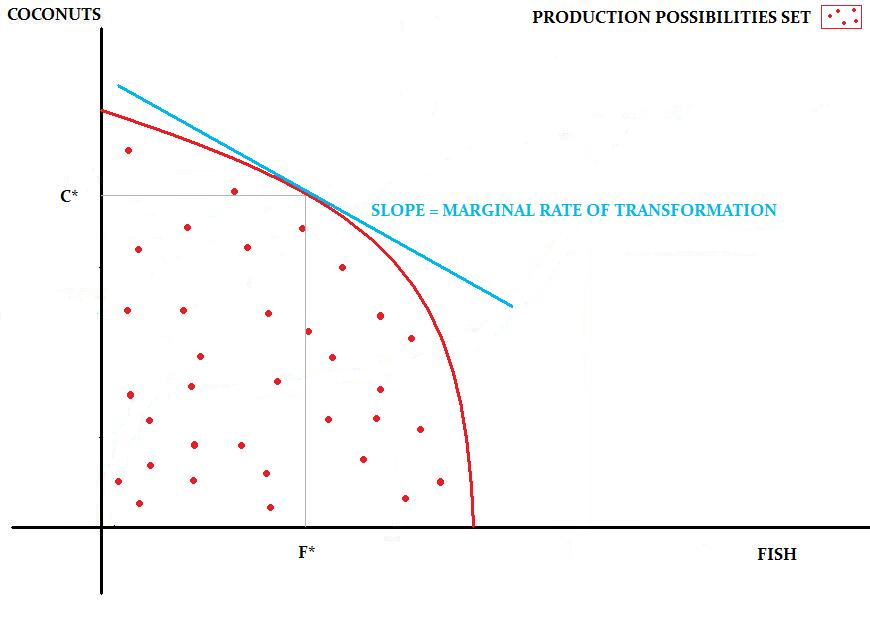
Figura 6: Possibilidades de produção definidas na economia Robinson Crusoe com duas commodities.

O limite do conjunto de possibilidades de produção é conhecido como fronteira de possibilidades de produção (FPP). Essa curva mede as saídas viáveis que Crusoé pode produzir, com uma restrição tecnológica fixa e determinada quantidade de recursos. Neste caso, os recursos e restrições tecnológicas são mão de obra de Robinson Crusoe.
É crucial observar que o formato do FPP depende da natureza da tecnologia em uso.  Aqui, a tecnologia se refere ao tipo de retorno à escala predominante. Na figura 6, a suposição subjacente é os retornos decrescentes usuais de escala, devido aos quais o FPP é côncavo em relação à origem. No caso de presumirmos retornos crescentes de escala, digamos, se Crusoé embarcasse em um movimento de produção em massa e, portanto, enfrentasse custos decrescentes, o FPP seria convexo à origem. O FPP é linear com uma inclinação descendente em duas circunstâncias:
1. Se a tecnologia de coleta de cocos e caça de peixes apresenta retornos constantes de escala
2. Se houver apenas um insumo na produção

Portanto, na economia Robinson Crusoe, o FPP será linear devido à presença de apenas um insumo.

### Taxa marginal de transformação
Suponha que Crusoé possa produzir 4 libras de peixe ou 8 libras de cocos por hora. Se ele dedicar L f horas à coleta de peixes e L c horas à coleta de cocos, ele produzirá 4 L f libras de peixe e 8 L c libras de cocos. Suponha que ele decida trabalhar 12 horas por dia. Então, o conjunto de possibilidades de produção consistirá em todas as combinações de peixes, F, e cocos, C, de modo que
{\displaystyle F=4L_{f}\,}
{\displaystyle C=8L_{c}\,}
{\displaystyle L_{f}+L_{c}=12\,}
Resolva as duas primeiras equações e substitua na terceira para obter
{\displaystyle {\frac {F}{4}}+{\frac {C}{8}}=12\,}
Esta equação representa o FPP de Crusoe. A inclinação desse FPP mede a Taxa Marginal de Transformação (MRT), ou seja, quanto do primeiro bem deve ser cedido para aumentar a produção do segundo bem em uma unidade. Se Crusoé trabalhar uma hora a menos na caça de peixes, terá 4 peixes a menos. Se ele dedicar esta hora extra para coletar cocos, ele terá 8 cocos extras. O MRT é, portanto,
Cocos, peixes MRT
{\displaystyle ={\Delta C \over \Delta F}\,} {\displaystyle =-8/4=-2\,}

### Vantagem comparativa
Nesta seção, a possibilidade de comércio é introduzida adicionando outra pessoa à economia. Suponha que o novo trabalhador adicionado à economia Robinson Crusoe tenha habilidades diferentes na coleta de cocos e na caça de peixes. A segunda pessoa é chamada de "sexta-feira".
Sexta-feira pode produzir 8 libras de peixe ou 4 libras de cocos por hora. Se ele também decidir trabalhar 12 horas, seu conjunto de possibilidades de produção será determinado pelas seguintes relações:
{\displaystyle {\begin{aligned}&F=8L_{f}\\[6pt]&C=4L_{c}\\[6pt]&L_{f}+L_{c}=12\\[6pt]\Longrightarrow &{\frac {F}{8}}+{\frac {C}{4}}=12\end{aligned}}}
Assim, cocos MRT , peixes {\textstyle =\Delta C/\Delta F\,} {\displaystyle =-4/8=-1/2\,}
Isso significa que para cada libra de cocos que Friday desiste, ele pode produzir 2 libras a mais de peixe.
Assim, podemos dizer que sexta-feira tem uma vantagem comparativa  na caça de peixes enquanto Crusoe tem uma vantagem comparativa na coleta de cocos. Suas respectivas FPPs podem ser mostrados no diagrama a seguir:

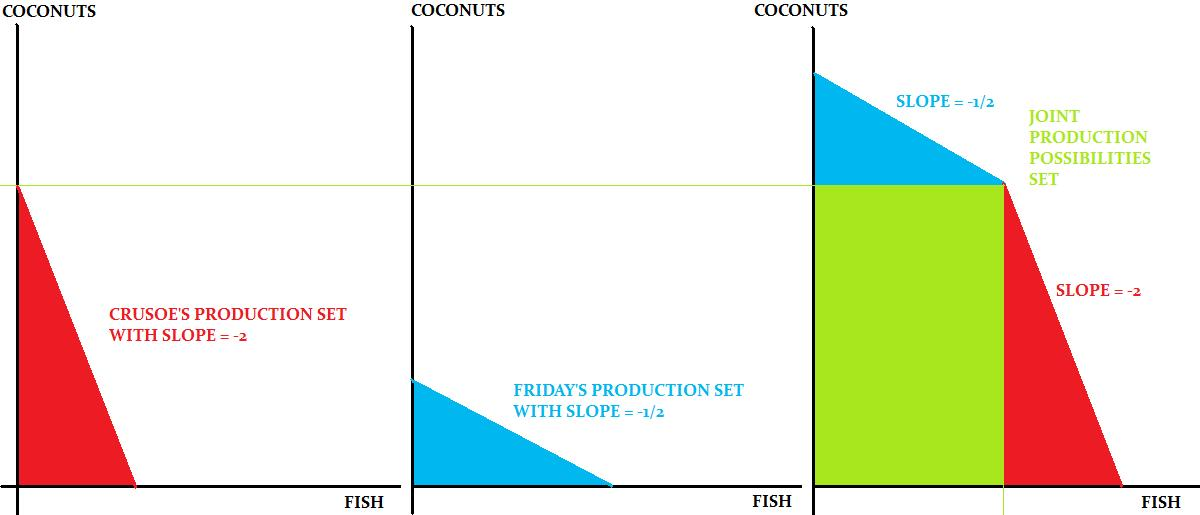
Figura 7: Possibilidades de produção conjunta na economia Robinson Crusoe.

As possibilidades de produção conjunta definidas na extrema direita mostram a quantidade total de ambas as commodities que podem ser produzidas por Crusoe e Friday juntos. Combina o melhor de ambos os trabalhadores. Se os dois trabalharem apenas para colher cocos, a economia terá 144 cocos ao todo, sendo 96 de Crusoé e 48 de sexta-feira. (Isso pode ser obtido definindo F = 0 em suas respectivas equações FPP e somando-as). Aqui, a inclinação do FPP da junta é -1/2.
Se quisermos mais peixes, devemos mudar aquela pessoa que tem uma vantagem comparativa na caça de peixes (ou seja, Sexta-feira) fora da coleta de coco e na caça de peixes. Quando Friday está produzindo 36 quilos de peixes, ele está totalmente ocupado. Se a produção de peixes deve aumentar além desse ponto, Crusoe terá que começar a caçar peixes. Aqui em diante, a inclinação do FPP da junta é -2. Se quisermos produzir apenas peixes, a economia terá 144 libras de peixes, 48 de Crusoé e 96 de sexta-feira. Assim, o FPP conjunto é distorcido porque Crusoe e Friday têm vantagens comparativas em diferentes commodities. À medida que a economia obtém cada vez mais formas de produção e diferentes vantagens comparativas, o FPP torna-se côncavo.